# Sanções dos Estados Unidos contra a China
As sanções dos Estados Unidos contra a China foram sanções aplicadas pelo governo dos Estados Unidos contra o governo chinês e membros importantes do Partido Comunista Chinês (PCC). Os Estados Unidos mantiveram embargos contra a China desde o início da República Popular da China em 1949 até 1972. Um embargo foi reimposto pelos Estados Unidos após o Massacre da Praça da Paz Celestial em 1989. Em 2020, os Estados Unidos impuseram sanções e restrições a vistos contra várias autoridades do governo chinês, em resposta a alegações de genocídio contra a população uigur em Xinjiang e abusos dos direitos humanos em Hong Kong e no Tibete.

## Sanções no início da República Popular da China (1949-1979)
Após o estabelecimento do regime comunista na China em 1949, um embargo contra a venda de tecnologia ou infraestrutura militar, anteriormente imposto contra a União Soviética, foi expandido para incluir a recém-criada República Popular da China. Após o início da Guerra da Coreia, novas restrições comerciais foram impostas. O embargo comercial foi levantado pelo presidente Richard Nixon em 1972, pouco antes da República Popular da China abrir sua economia e estabelecer relações oficiais.

## Sanções após os protestos na Praça da Paz Celestial
Após o Massacre da Praça Praça da Paz Celestial em 1989, o governo de George H. W. Bush impôs um embargo de armas contra a República Popular da China após o massacre dos manifestantes.

## Sanções sob o governo Trump

### Proibição de equipamentos Huawei e ZTE
Em agosto de 2018, o presidente Donald Trump assinou a Lei de Autorização de Defesa Nacional para o Ano Fiscal de 2019 que baniu o uso de equipamentos Huawei e ZTE pelo governo federal dos Estados Unidos, citando questões de segurança.
Além disso, em 15 de maio de 2019, o Departamento de Comércio adicionou Huawei e 70 subsidiárias e "afiliadas" estrangeiras à sua Entity List nos termos do Export Administration Regulations, citando a empresa ter sido indiciada por "intencionalmente e conscientemente causar a exportação, reexportação, venda e fornecimento, direta e indiretamente, de bens, tecnologia e serviços (bancários e outros serviços financeiros) dos Estados Unidos para o Irã e o governo do Irã sem obter uma licença do Office of Foreign Assets Control (OFAC) do Departamento do Tesouro". Isso restringiu as empresas estadunidenses de fazer negócios com a Huawei sem uma licença governamental. Várias empresas sediadas nos Estados Unidos congelaram imediatamente seus negócios com a Huawei para cumprir a regulamentação.

### Manipulador de moeda
Em agosto de 2019, o Tesouro dos Estados Unidos designou a China como manipuladora de moeda,  o que resultou na exclusão da China dos contratos de compras governamentais dos Estados Unidos. A designação foi retirada em janeiro de 2020, depois que a China concordou em se abster de desvalorizar sua moeda para tornar seus próprios produtos mais baratos para os compradores estrangeiros.

### Sanções sob a Lei da Política de Direitos Humanos dos Uigures
Em 9 de julho de 2020, o governo Trump impôs sanções e restrições de visto contra altos funcionários chineses, incluindo o membro do Politburo do Partido Comunista da China, Chen Quanguo, Zhu Hailun, Wang Mingshan e Huo Liujun. Com as sanções, eles e seus parentes imediatos são proibidos de entrar nos Estados Unidos e tiveram seus ativos baseados nos Estados Unidos congelados.

### Sanções sob a Lei de Autonomia de Hong Kong
Em agosto de 2020, a Chefe do Executivo Carrie Lam e dez outros funcionários do governo de Hong Kong foram sancionados pelo Departamento do Tesouro dos Estados Unidos sob uma ordem executiva do presidente Trump por minar a autonomia de Hong Kong. A sanção foi baseada na Lei de Autonomia de Hong Kong.
Em 7 de dezembro de 2020, de acordo com a ordem, o Departamento do Tesouro dos Estados Unidos impôs sanções a 14 vice-presidentes do Congresso Nacional do Povo da China, por "minar a autonomia de Hong Kong e restringir a liberdade de expressão ou reunião".

### Proibição de investimento em empresas ligadas às forças armadas chinesas
Em 12 de novembro de 2020, o presidente Donald Trump assinou a Ordem Executiva 13959, intitulada "Addressing the Threat From Securities Investments That Finance Communist Chinese Military Companies". A ordem executiva proíbe todos os investidores estadunidenses (investidores institucionais e investidores não profissionais igualmente) de comprar ou investir em títulos de empresas identificadas pelo Departamento de Defesa dos Estados Unidos como "empresas militares chinesas comunistas". Em 14 de janeiro de 2021, 44 empresas chinesas foram identificadas. Cinco dessas empresas serão retiradas da Bolsa de Valores de Nova York até março de 2021. Em 13 de janeiro de 2021, a ordem executiva foi alterada para exigir o desinvestimento das empresas até 11 de novembro de 2021.